# Ihauka
Ihauka (biał. Ігаўка; ros. Иговка, Igowka) – agromiasteczko na Białorusi, w obwodzie homelskim, w rejonie dobruskim. Wieś znalazła się w strefie opadów radioaktywnych po katastrofie w Czarnobylu.

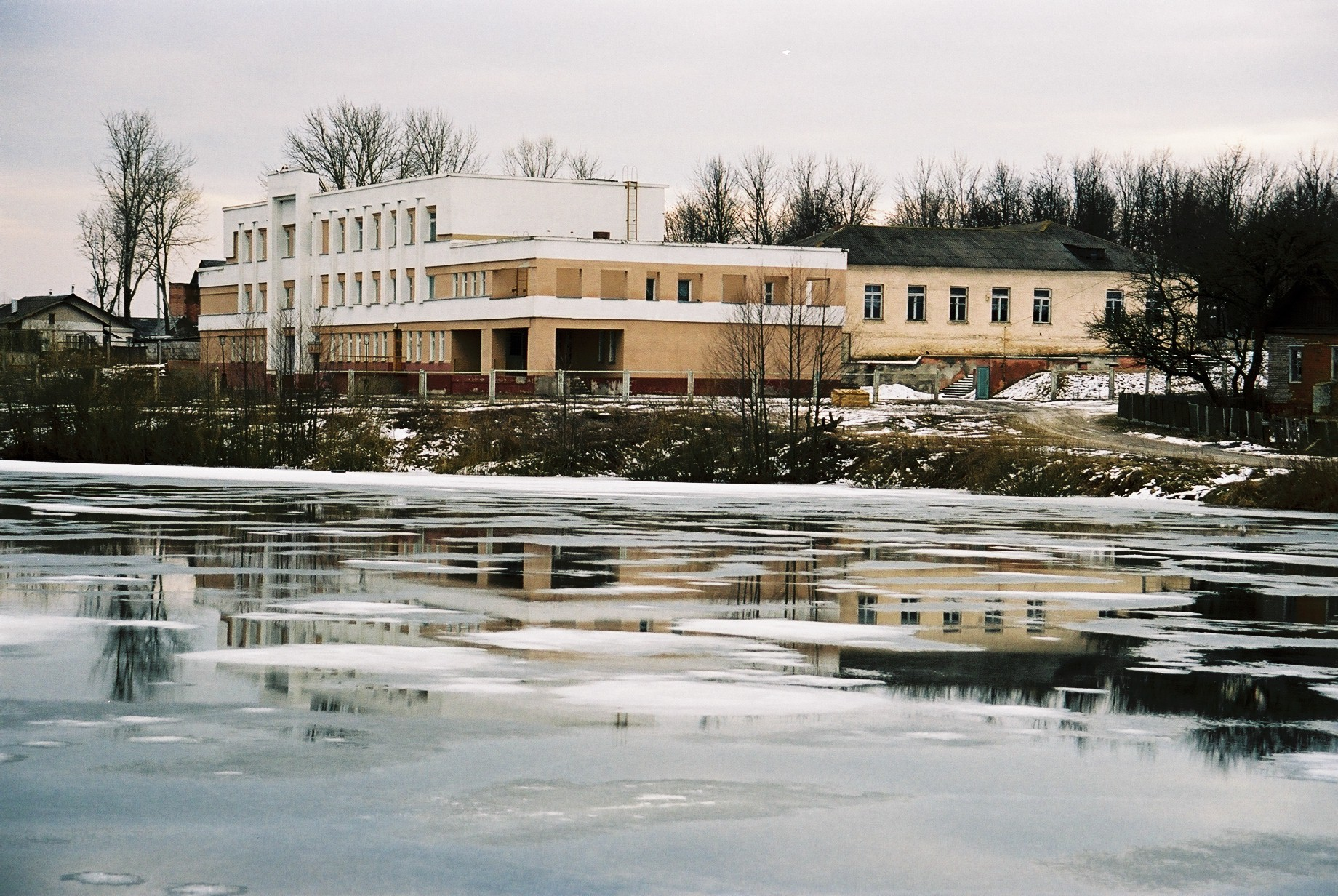
Nowa szkoła
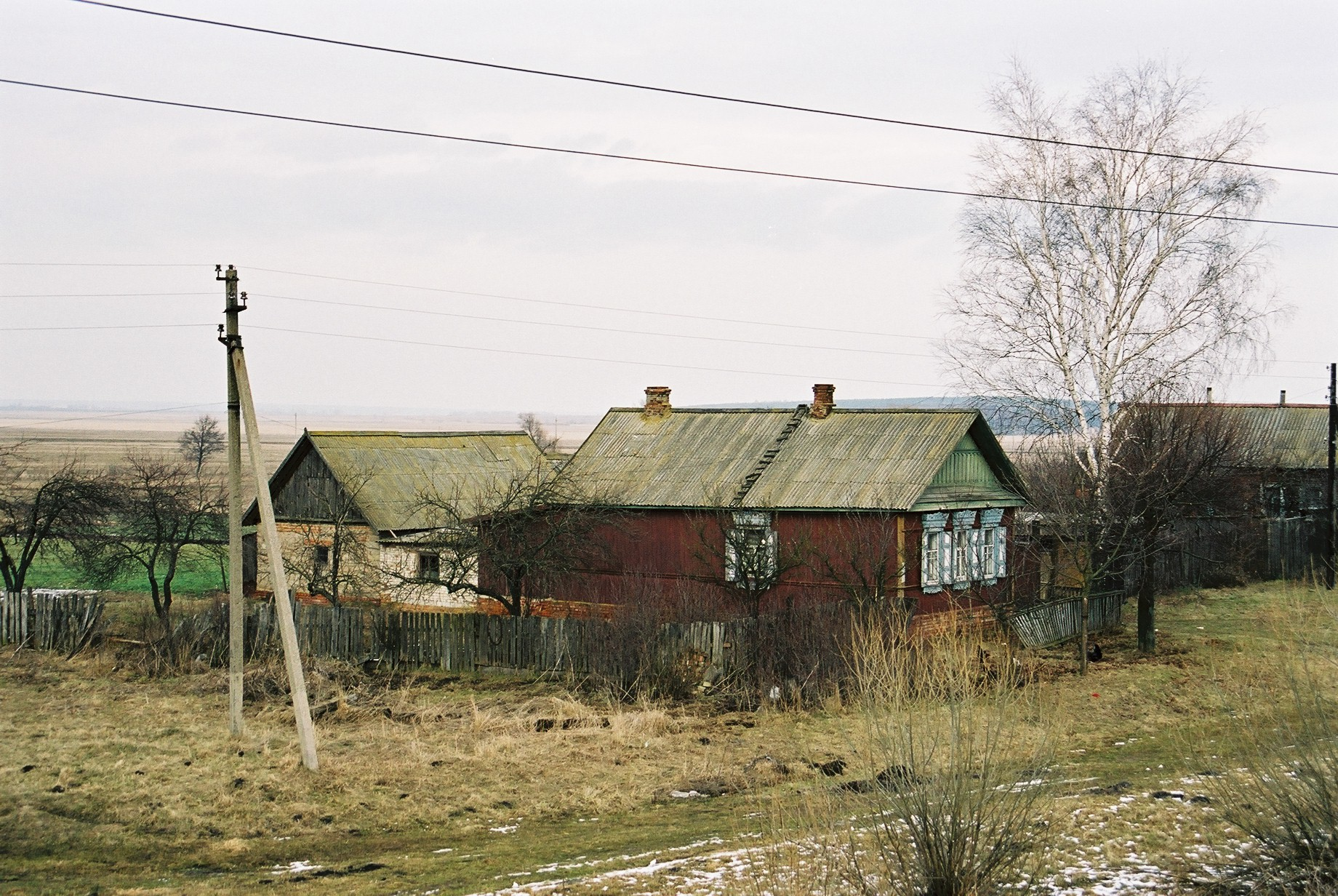
Zabudowa wsi
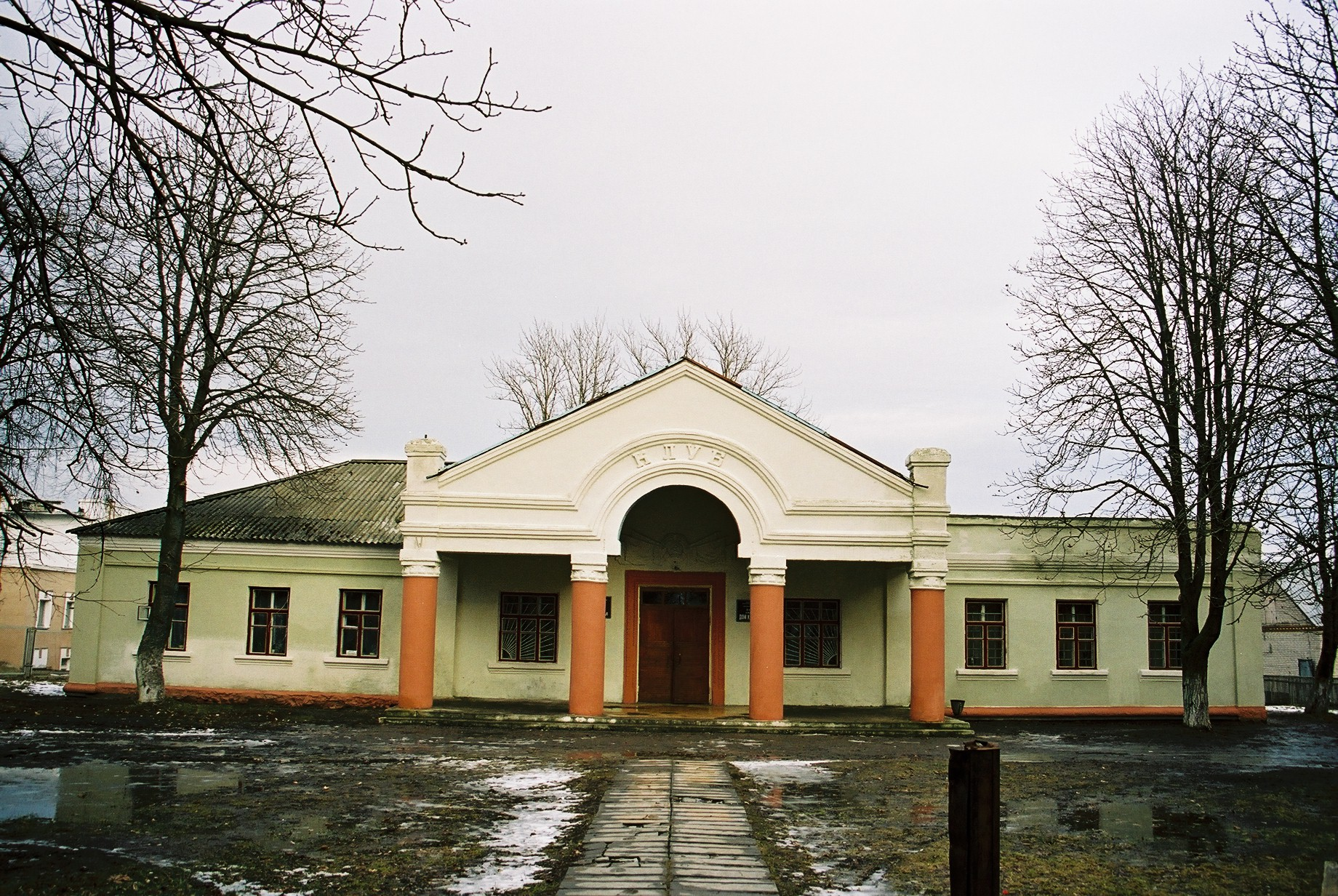
Klub wiejski